# Монсеньор Гастон Феб
«Монсеньер Гастон де Феб, или История о демоне на службе у сира де Караса» (фр. Monseigneur Gaston de Phoebus. Chronique dans laquelle est racontee l”histoire du demon familier du Sire de Corasse) — историческая повесть французского писателя Александра Дюма-отца, написанная в 1838 году, часть «Хроник Франции».
Действие повести происходит во Франции в 1385—1391 годах. Её главный герой — Гастон III, граф де Фуа и виконт де Беарн, один из самых могущественных правителей Южной Франции своей эпохи. Дюма почерпнул материал из хроники Жана Фруассара. Повесть была впервые опубликована в 1838 году в газете Le Siecle, а в 1839 году в парижском издательстве Dumont свет увидело отдельное издание.